# Multiple Sklerosis Internationale Vereinigung
Die Multiple Sklerose Internationale Vereinigung (MSIF) (Multiple sclerose international federation) hat ihren Sitz in London und wurde 1967 gegründet, um die Aktivitäten nationaler MS-Gesellschaften weltweit zu verknüpfen.

## Organisation
Unter dem Dach der in London ansässigen MSIF sind 43 Mitgliederorganisationen organisiert, die sich international der Versorgung von Menschen widmen, die von Multiple Sklerose betroffen sind. Zudem bestehen Kontakte zu weiteren Fachgesellschaften und Interessenverbänden, die sich in diesem Themenfeld engagieren. Die MSIF verfügt hierfür über ein jährliches Budget, das sowohl durch die Mitgliederorganisationen als auch durch Spenden aufgebracht wird. Ein Großteil der Beträge stammt von Unternehmen, die im Gesundheitswesen tätig sind. Diese Beträge addierten sich im Jahr 2019 auf über 500.000 £. Ausgewiesene Unterstützer der MSIF sind u. a. die Pharmakonzerne Sanofi, Merck & Co., Biogen, und Novartis.

### Ziele
Die Vereinigung arbeitet weltweit mit der Wissenschaftsgemeinde zusammen, um die Multiple Sklerose zu thematisieren, ihre Folgen zu bekämpfen und Betroffene zu unterstützen. Die MSIF sieht sich als Stimme für die von der Krankheit betroffenen Menschen.
Die MSIF benennt vier Hauptaufgabengebiete:
- Internationale Forschung
- Entwicklung neuer und bestehender Gesellschaften
- Informations-Austausch
- Fürsprache

Zum fünfzigjährigen Jubiläum im Jahre 2017 hat die MSIF die Ausrichtung ihrer Arbeit spezifiziert und im Rahmen einer auf fünf Jahre angelegten Strategie weitere konkrete Maßnahmen ausformuliert.
- Verbesserung des wissenschaftlichen Verständnisses zur Förderung neuer Behandlungsmethoden und Präventionsmaßnahmen
- Verbesserter Zugang zu effizienter Behandlung und zum Gesundheitswesen
- Zugang zu verlässlichen und zutreffenden Informationen, um sachlich richtige Entscheidungen treffen zu können, um das Leben mit MS gut zu gestalten
- Verbesserungen der Herangehensweise, der Strategien, der Bewertung und des Umgangs mit der Erkrankung, um alltägliche Hindernisse zu umgehen
- Bestärkung der MS-Bewegung durch Unterstützung effizienter Organisationen, die sich in diesem Themenbereich engagieren, um Betroffene zu unterstützen und internationale Zusammenarbeit zu fördern

### Aktivitäten
Seit 2009 organisiert die MSIF den World Multiple Sclerosis Day. Der World MS Day findet seither jedes Jahr am 30. Mai statt und steht jedes Mal unter einem neuen Motto. Mit den McDonald Fellowships stiftete die MSIF ein Forschungsstipendium, das junge Wissenschaftler unterstützt, die neue Forschungsansätze verfolgen. Die Fellowship ist nach dem neuseeländischen Neurologen William Ian McDonald benannt, der mit den „McDonald criteria“ ein Diagnosetool für Patienten mit Verdacht auf MS entwickelte. Das nach ihm benannte Stipendium wird in Kooperation mit dem European Committee for Treatment and Research in Multiple Sclerosis und der französischen ARSEP-Fundation vergeben.